# Chiisme au Pakistan

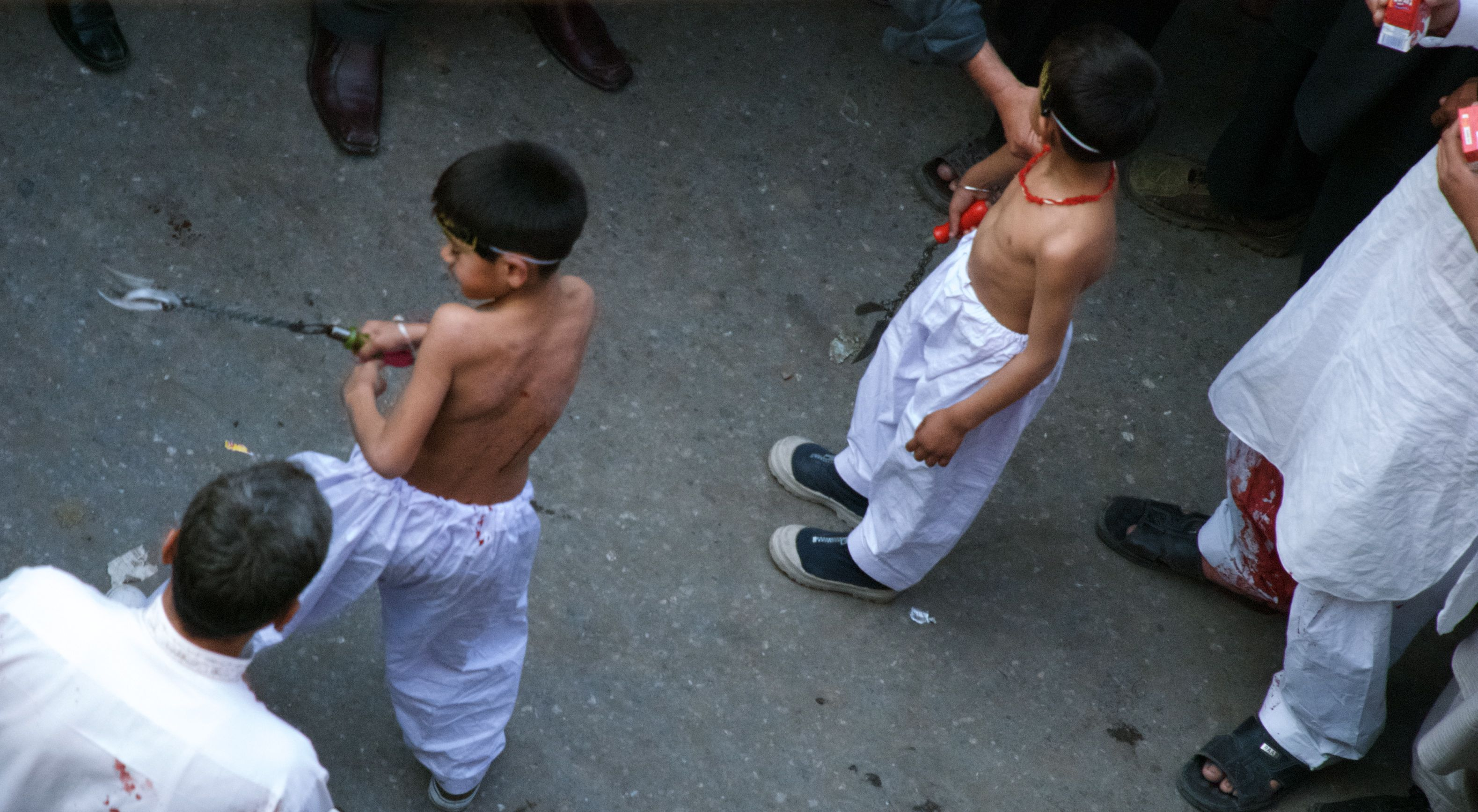
Procession lors de la passion d'al-Husayn à Lahore, Pakistan.

Les chiites au Pakistan forment une minorité (15 % de la population) au sein de la majorité de la population musulmane. Le Pakistan est le deuxième pays en nombre de chiites après l'Iran. Les tensions entre sunnites et chiites, se multipliant depuis les années 1980, ont pour origines des facteurs internes et externes au Pakistan. En effet, l'influence des pays sunnites comme l'Arabie saoudite voyant les chiites comme soutiens de l'Iran, ou encore les groupes terroristes prônant un islam rigoureusement sunnite ravivent des tensions idéologiques.
Les Hazaras, communauté venue d'Afghanistan et majoritairement chiite, sont particulièrement visés et qualifiés de "non-musulmans".

## Histoire

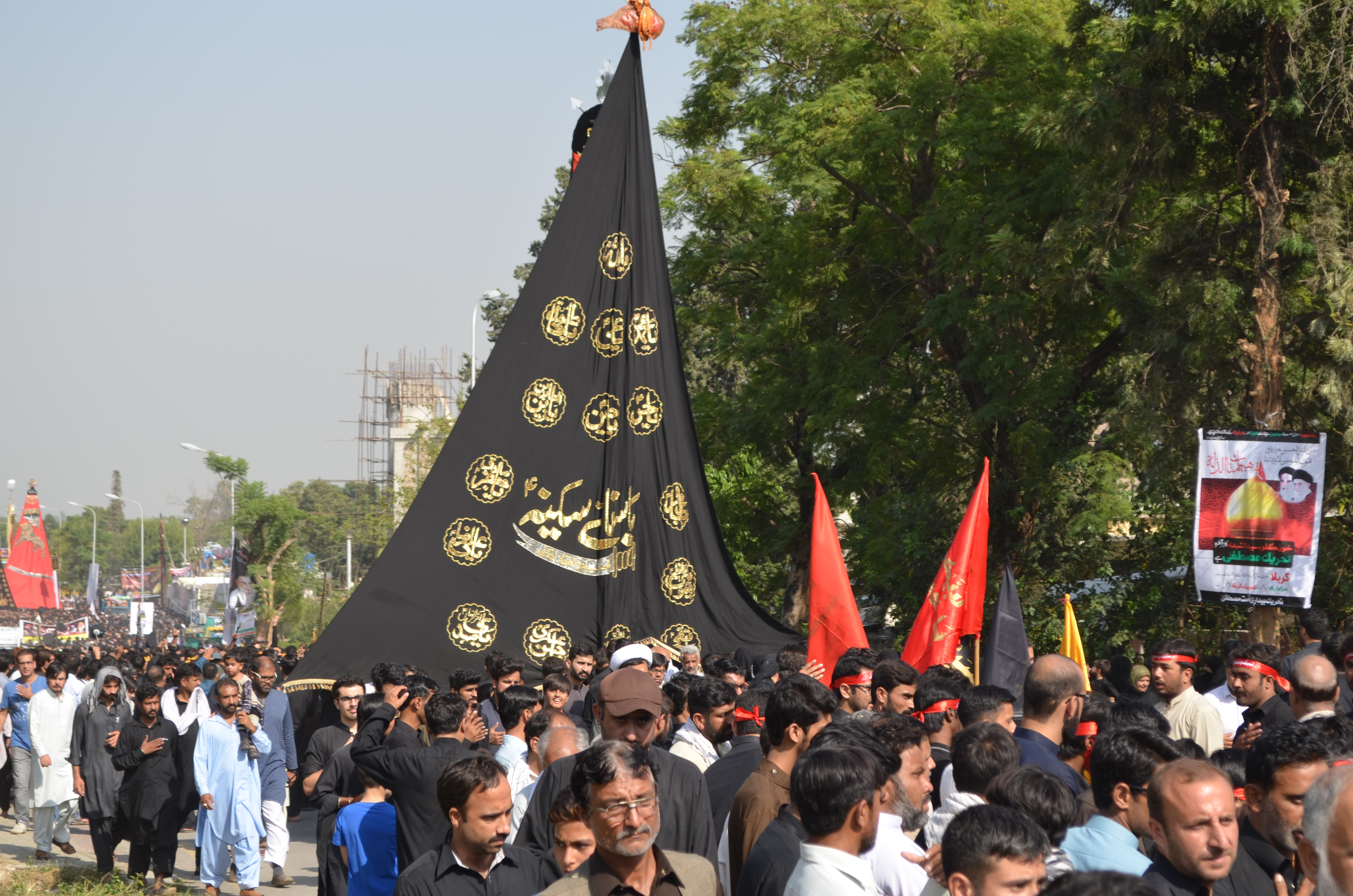
Procession du mouharram à Islamabad, en 2016.

La présence de population chiites au Pakistan remonte selon l'historiographie sud-asiatique lors du VIIe siècle alors que la famille du prophète, échappant aux persécutions sunnites trouva refuge sur les bords de l'Indus. Cependant, il s'avère que la majorité des chiites pakistanais sont des descendants d'hindous convertis à l'islam par des missionnaires ismaéliens du XIe siècle. 
Lors du XIXe siècle, les Hazaras - majoritairement chiites - ont commencé à s'installer dans le territoire du Pakistan actuel.
Muhammad Ali Jinnah, père de la nation pakistanaise, grandit dans une famille ismaélienne, branche de l'islam chiite.
Lors de la révolution iranienne, le nouveau pouvoir de Téhéran a soutenu la communauté chiite contre l'islamisation de Zia-ul-Haq, alors proche de la pensée deobandi sunnite. C'est à partir de 1979 que les tensions entre chiites et sunnites ont commencé à augmenter avec des facteurs à la fois nationaux et internationaux (influence des pays sunnites et autres pays voyant les chiites comme des soutiens de la politique iranienne). Avant 1979, les répressions étaient principalement concentrés lors du Mouharram. C'est en 1979 que le Tehrik-e-Jafaria est créé pour protéger la communauté chiite de la création d'un « État sunnite ». En 1985, ce groupe devint militant et s'engage dans des confits violent contre des groupes sunnites armés, comme le Sipah-e Sahaba Pakistan.

## Population
La religion majoritaire au Pakistan est l'Islam avec près de 95 % de la population faisant partie de l'oumma, selon une étude du Pew Research Center, 10 à 15 % de la population est chiite. Aussi, selon le même organisme de recherche, le Pakistan rassemble 10 à 15 % de la population chiite mondiale, ce qui fait de la République islamique le second pays comptant le plus d'habitants de cette branche de l'islam après son voisin l'Iran.

### Répartition territoriale
Les chiites pakistanais représentent une minorité de la population dans la majeure partie des provinces. Selon un rapport du ministère des affaires étrangères australien, la province de Gilgit-Baltistan, au nord du pays est une des seules où la population chiite est majoritaire avec une estimation de 40 % de la population. Dans le reste du territoire, les chiites se mélangent à la majorité sunnite, surtout dans les grands centres urbains (Lahore, Karachi, Quetta) mais le même rapport du ministère australien montre une présence plus importante dans le sud-est du pays, à savoir le centre du Sind.

### Société
Hormis la population hazara, persanophone, les chiites pakistanais ne forment pas de communautés distinctes au sein de la population.

### Répressions
Selon le rapport 2017 de l'organisation non gouvernementale Shia Rights Watch, plusieurs groupuscules anti-chiites restent actifs au Pakistan. Le Tehreek-i-Taliban, le Lashkar-e-Jhagvi (LeJ) et le Sipah-e-Sahaba ont ainsi fait plus de 2500 victimes chiites. Ces groupes, souvent issus de pays frontaliers comme les Talibans en Afghanistan, agissent selon l'ONG avec une impunité des pouvoirs pakistanais, comme le déclarait Human Rights Watch en 2009.

#### Hazaras
La communauté hazaras est la principale cible des attaques anti-chiites. Facilement reconnaissable au sein de la population et ouvertement menacé par LeJ, Human Rights Watch observe ainsi une exclusion de la société de cette communauté. En effet, la présence d'Hazaras dans les écoles faisant craindre des attaques pouvant faire des victimes collatérales, les élèves de la communauté en sont exclus. De plus, les opportunités professionnelles sont tout autant réduites face à la menace terroriste. À Quetta, par exemple, « Nos commerces étaient ouverts même après minuit. Maintenant, ils ferment à 20 heures. » Des accusations portent sur la complicité de la police avec les attaques terroristes visant les Hazaras,.